# Apple A5
Apple A5 – procesor firmy Apple, następca układu A4. Został zaprojektowany przez Apple i wyprodukowany przez Samsunga. Wykorzystano go po raz pierwszy w iPadzie 2.
Jest dostępny w trzech wersjach:
S5L8940 – 2 rdzenie, 45 nm
S5L8942 – 2 rdzenie, 32 nm
S5L8947 – 1 rdzeń, 32 nm
Procesor ma częstotliwość od 800 MHz (iPhone, iPod touch) do 1 GHz (iPad, iPad mini). Rdzeniem jest ARM Cortex-A9, procesor graficzny GPU to PowerVR SGX543MP2. Ma 64 kB pamięci L1 oraz 1 MB pamięci drugiego poziomu L2.

## Apple A5

### Apple A5 (S5L8940)

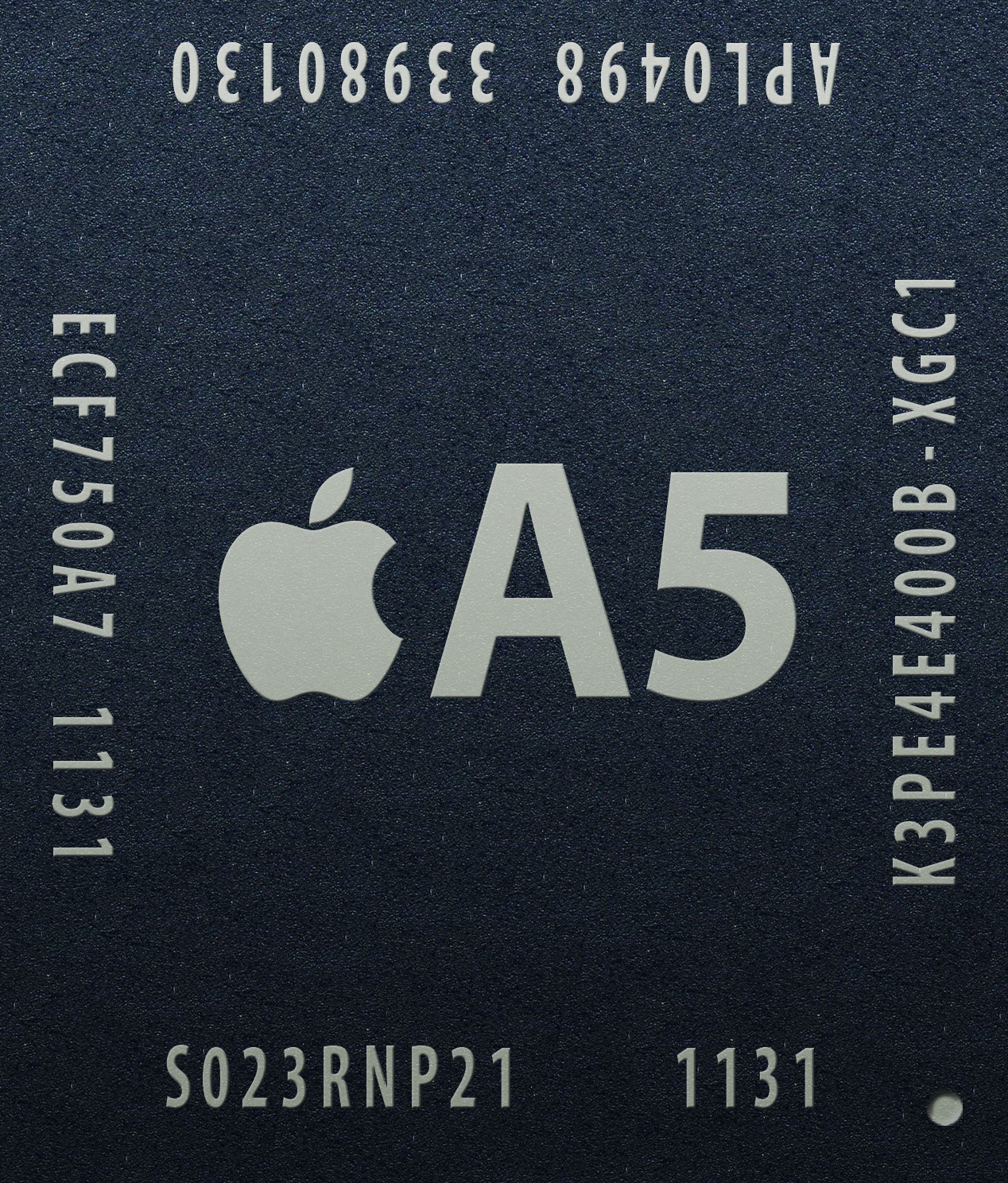
S5L8940

Pierwsza wersja procesora A5 wprowadzona w marcu 2011 w iPadzie 2, a potem w iPhone 4S. Wyprodukowany w 45nm procesie układ o powierzchni 122.2 mm² z wbudowaną pamięcią RAM o pojemności 512MB.

### Apple A5 (S5L8942)

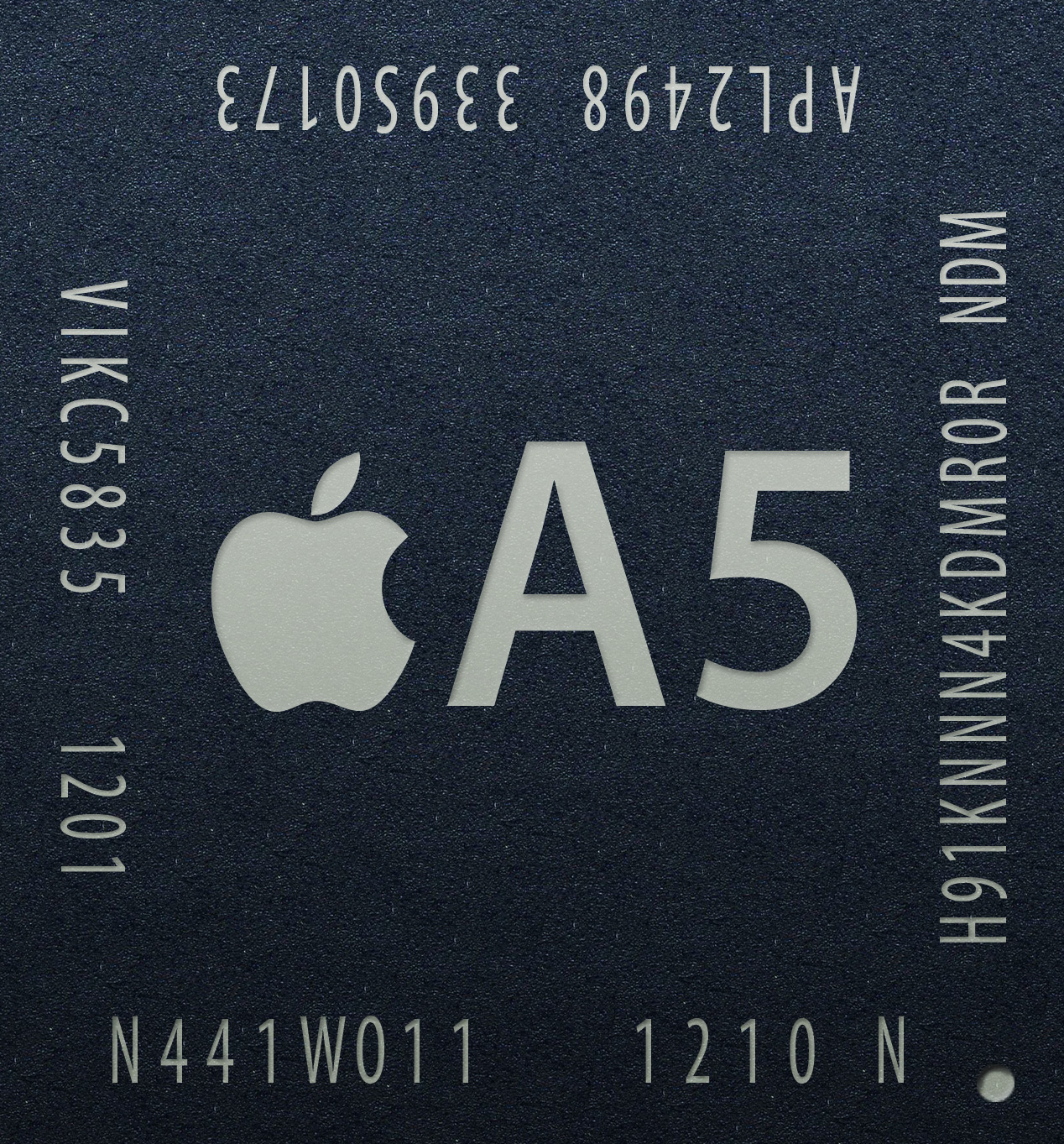
S5L8942

Druga wersja procesora zaprezentowana 7 marca 2012, użyta w trzeciej generacji Apple TV, iPodzie touch piątej generacji, iPadzie mini i 32nm wersji iPada 2. Układ wyprodukowano w procesie 32nm, jako S5L8942, w wersji przeznaczonej dla Apple TV ma wyłączony drugi rdzeń. Nowy A5 jest 41% mniejszy od pierwszego, zajmuje 69.6 mm² i jest wyprodukowany z wbudowaną pamięcią RAM o pojemności 512MB.

### Apple A5 (S5L8947)

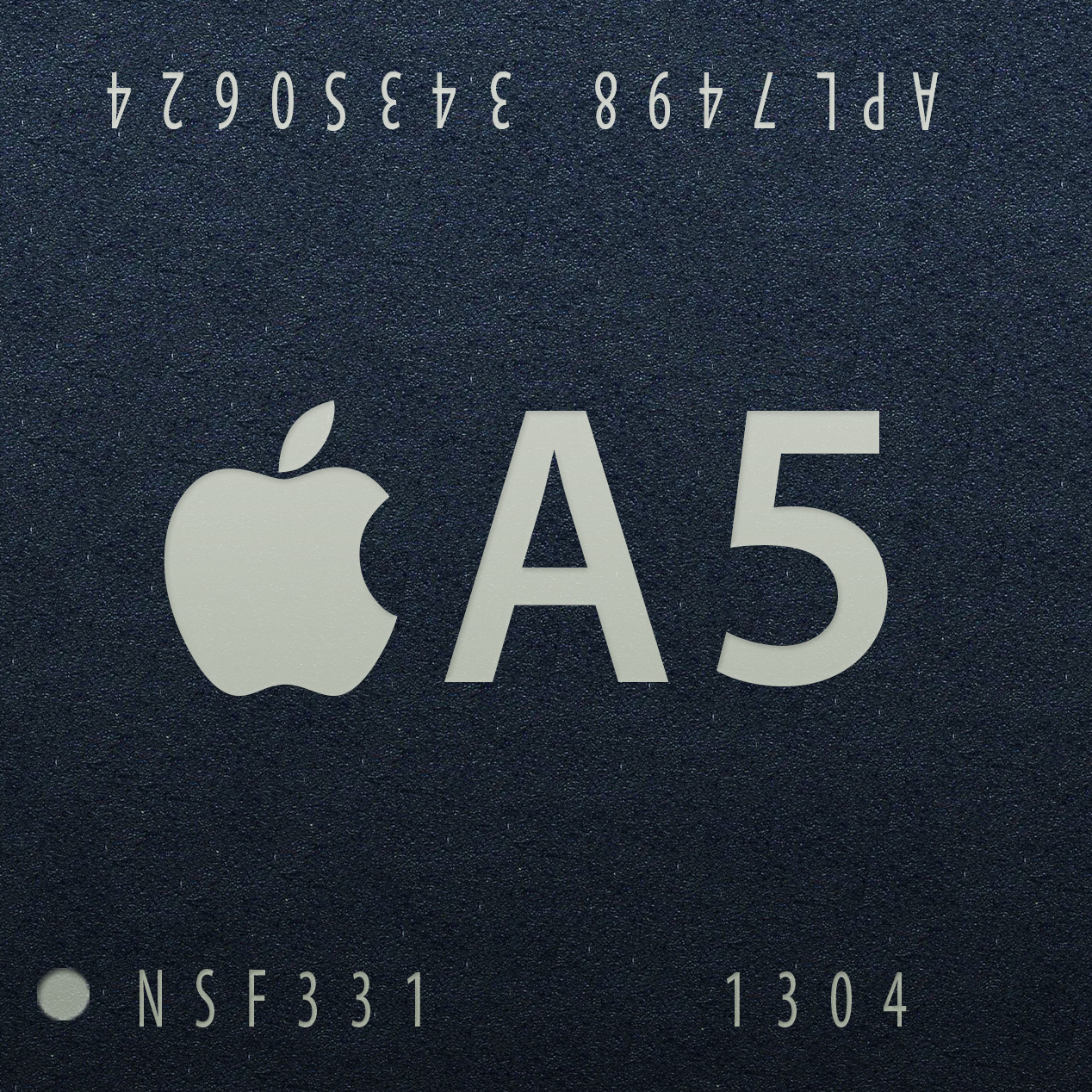
S5L8947

W marcu 2013, Apple wypuściło uaktualnioną wersję Apple TV trzeciej generacji (AppleTV3,2) zawierającą jeszcze mniejszą wersję jednordzeniowego układu A5 bez wbudowanej pamięci. Procesor zajmuje jeszcze mniejszą powierzchnię, tylko 6.1×6.2 mm, lecz zmniejszenie układu nastąpiło bez zmiany procesu technologicznego (wciąż 32nm), co wskazuje na całkowite przeprojektowanie układu.

## Apple A5X

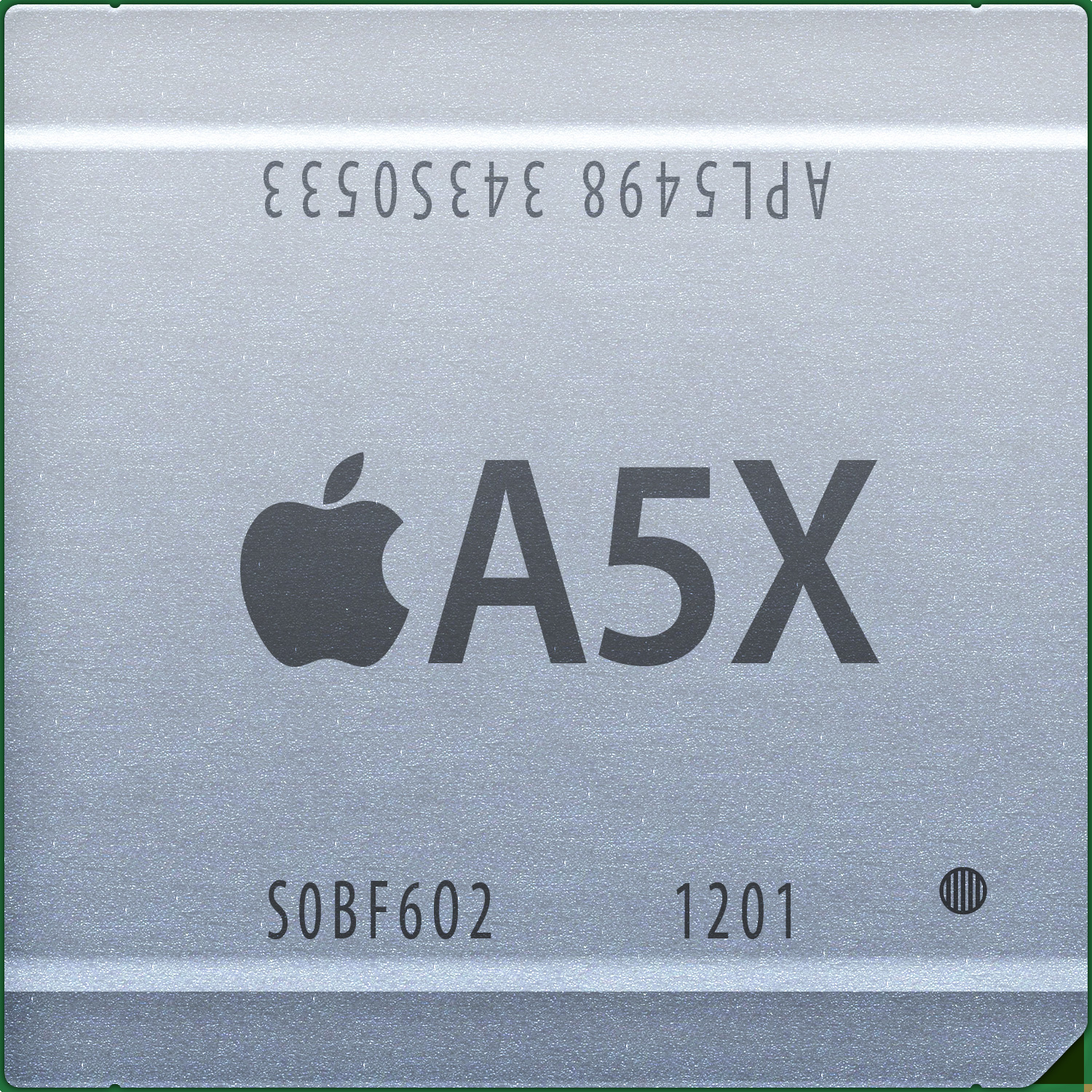
A5X

Układ zaprezentowany został 7 marca 2012 roku jako wydajniejsza wersja procesora A5, napędzająca iPada trzeciej generacji.
Apple A5X zawiera dwurdzeniowy procesor o taktowaniu 1GHz połączony z czterordzeniowym układem graficznym PowerVR SGX543MP4 taktowanym zegarem 250 MHz ze zdwojonym systemem pamięci (poczwórny 32-bitowy kontroler pamięci) by zwiększyć szerokość szyny w celu sprawnego obsłużenia ekranu Retina.
Wyprodukowany w 45nm procesie przez Samsunga, nie posiada zintegrowanej pamięci RAM (ta jest bezpośrednio połączona z płytą główną urządzenia). Powierzchnia układu wzrosła drastycznie w porównaniu do A5, osiągając 165 mm² i jest 3.1x większa od procesora A4 (53.3 mm²).
Zastąpiony 23 października 2012 roku procesorem Apple A6X w iPadzie czwartej generacji.

## Urządzenia wyposażone w procesory serii A5
Apple A5
- iPad 2
- iPad mini
- iPhone 4S
- iPod touch (piątej generacji)
- Apple TV (trzeciej generacji)

Apple A5X
- iPad (trzecia generacja)